# Bror Husell
Bror Johan Karl Husell, född 18 december 1932 i Saltvik, är en åländsk skeppsredare.
Husell blev i sin ungdom sjöman och tjänstgjorde bland annat inom Rederi Ab Gustaf Erikson. Han blev sjökapten 1961, grundade 1964 eget rederi med inriktning på mindre lastfartyg, från 1968 under namnet Bror Husell Chartering Ab. År 2003 hade bolaget omkring 100 anställda på elva fartyg, av vilka rederiet ägde fem. Flottan har totalt omfattat ett 50-tal fartyg. Han var länge en drivande kraft inom Småtonnageföreningen i Finland, initiativtagare till åländska kryssningsrederiet Birka Line 1971 och dess första styrelseordförande.